# Näsby, Uppsala kommun
Näsby är en i småort i Almunge socken i Uppsala kommun i Uppsala län belägen cirka 8 km norr om Almunge.
Inom småorten återfinns Faringe station och Faringes nedlagda mejeri som numera inrymmer klädvaruhuset Thuns som säljer kläder billigt. 
Byn Näsby omtalas första gången i skriftliga handlingar 1366 ('de Næsby') och omfattade under 1500-talet ett mantal skatte och ett mantal frälse (tillhörigt ätten Soop).